# Теорема Жуковского
Теоре́ма Кутта — Жуко́вского — теорема о подъёмной силе тела, обтекаемого плоскопараллельным потоком идеальной жидкости или идеального газа. Сформулирована Мартином Кутта в 1902 году, и Н. Е. Жуковским — независимо в 1904 году.
Формулировка теоремы:

Подъёмная сила сегмента крыла бесконечного размаха равна произведению плотности газа (жидкости), скорости газа (жидкости), циркуляции скорости потока и длины выделенного отрезка крыла. Направление действия подъёмной силы получается поворотом вектора скорости набегающего потока на прямой угол против циркуляции.

В формульном виде:
{\displaystyle {\vec {F}}=\rho {\vec {u}}_{\infty }\times {\vec {\Gamma }}l,}
где
{\displaystyle {\vec {F}}} — подъёмная сила,
{\displaystyle \rho } — плотность жидкости,
{\displaystyle {\vec {u}}_{\infty }} — скорость потока жидкости на бесконечности,
{\displaystyle {\vec {\Gamma }}} — циркуляция скорости (вектор направлен перпендикулярно плоскости профиля, направление вектора зависит от направления циркуляции),
{\displaystyle l} — длина рассматриваемого сегмента крыла (перпендикулярно плоскости профиля).
Данная теорема явилась основой для построения современной теории крыла и гребного винта. Она даёт возможность рассчитать подъёмную силу крыла конечного размера, тягу гребного винта, нагрузку на лопатки турбины и так далее.
Для определения циркуляции скорости крылового профиля с острой задней кромкой удобно воспользоваться эмпирическим постулатом Жуковского — Чаплыгина.
Теорему можно вывести из принципа Бернулли и формулы для сил давления {\displaystyle {\vec {R}}=\oint p{\vec {n}}\,dS}.

## История
До Жуковского возникновение подъёмной силы объяснялось ударной теорией Ньютона, описывающей ударяющиеся об обтекаемое тело не связанные друг с другом частицы воздуха. Данная теория даёт заниженное значение подъёмной силы крыла.
Жуковский впервые представил открытый им осенью 1904 года механизм образования подъёмной силы крыла на заседании Математического общества 15 ноября 1905 года.
Положения теоремы были опубликованы в работах «О падении в воздухе лёгких продолговатых тел, вращающихся около своей продольной оси» (1906) и «О присоединённых вихрях» (1906).
Исследованием в данной области занимался также немецкий учёный Мартин Вильгельм Кутта, в зарубежной литературе теорема Жуковского известна под названием Kutta - Joukowski.